# Peplomyza intermedia
Peplomyza intermedia is een vliegensoort uit de familie van de Lauxaniidae. De wetenschappelijke naam van de soort is voor het eerst geldig gepubliceerd in 1979 door Remm.